# Risbäcks distrikt
Risbäcks distrikt är ett distrikt i Dorotea kommun och Västerbottens län. Distriktet ligger omkring Borgafjäll och Risbäck i södra Lappland och är landskapets befolkningsmässigt minsta distrikt. En mindre del av distriktet (området väster om Stor-Rajan, Lill-Rajan och Saxån) ligger i Jämtland.

## Tätorter och småorter
I Risbäcks distrikt finns en småort men inga tätorter.

### Småorter
- Borgafjäll

## Tidigare administrativ tillhörighet
Distriktet inrättades 2016 och utgörs av en mindre del av socknen Dorotea i Dorotea kommun.
Området motsvarar den omfattning Risbäcks församling hade 1999/2000 och fick 1905/1922 när församlingen bröts ut ur Dorotea församling.